# アメリカ宇宙コマンド
アメリカ宇宙コマンド（アメリカうちゅうコマンド、United States Space Command：USSPACECOM）は、アメリカ軍の統合軍の一つ。1985年9月23日に設立され、2002年10月1日にアメリカ戦略軍に整理・統合されたが、2019年8月29日に再編成された。かつてはアメリカ宇宙軍と言われていたが、軍種であるアメリカ宇宙軍が設立されて以降は混同を避けるため公的文書などでアメリカ宇宙コマンドと言われる。アメリカ宇宙コマンドは、宇宙空間での軍事作戦、特に平均海抜100km(62マイル)以上の全ての作戦を管轄している。

## 概要

### 初代
アメリカ三軍における宇宙関連の部隊・機材を統合運用するために設立された。通信衛星・偵察衛星・航法衛星・気象衛星などの運用のほか、弾道ミサイル発射の早期警戒も担当していた。通信・コンピューターネットワークの運用にも責任があり、1999年からはサイバー戦の担当でもあった。設立構想は戦略防衛構想との関連もあり、統合指揮の必要性が考慮され、1983年頃より検討されていた。
司令官は空軍大将が務め、隷下の組織として、空軍宇宙軍団 (AFSPC) 、海軍宇宙司令部 (NAVSPACECOM) 、陸軍宇宙司令部 (USARSPACE) があった。

### 再編成
2018年に、アメリカ戦略軍隷下の副統合軍 (sub-unified combatant command) としてアメリカ宇宙軍を再編成するための2019年国防権限法が裁可された。しかしながら、2018年12月にドナルド・トランプ大統領は、アメリカ宇宙軍をフル規格の統合軍として再編成するように、アメリカ戦略軍に指示を出した。
2019年3月26日に、戦略軍統合軍宇宙構成部隊司令官兼空軍宇宙軍団 (AFSPC) 司令官のジョン・ウイリアム・レイモンド空軍大将が、宇宙軍司令官に指名されることが発表され、同年6月27日上院に承認された。2019年8月20日、ジョセフ・ダンフォード統合参謀本部議長は、再発足を同29日に行うと表明し、2019年8月29日実際に再発足した。
なお2019年12月20日、ドナルド・トランプ大統領が署名した2020会計年度国防権限法により、陸海空軍、海兵隊及び沿岸警備隊に続く「第6の軍」、1947年以来72年ぶりとなる新しい軍種として「宇宙軍」が発足した。当初は空軍の宇宙関連部隊を中心に約1万6000人が移動する。

## 任務
アメリカ宇宙コマンドは「紛争を抑止し、必要に応じ侵略に対抗し、他の統合軍に宇宙戦闘能力を付与し、同盟国やパートナーとアメリカ合衆国の重要な利益を防衛するために、宇宙空間又は宇宙空間を経由する作戦を実施すること。」を任務としている。

## 編制
アメリカ宇宙コマンドは、2つの部隊で構成されている。統合軍宇宙構成部隊は、グローバルな宇宙作戦の計画と実施を担当し、他の統合軍及びアメリカ、同盟国、パートナーに宇宙戦闘能力を付与することを任務とする。統合宇宙任務部隊は、宇宙空間における優勢を獲得する作戦を支援することを任務とする。
- 統合軍宇宙構成部隊（Combined Force Space Component Command、CFSCC）：ヴァンデンバーグ宇宙軍基地（カリフォルニア州）
  -  統合宇宙作戦統制センター（Combined Space Operations Center、CSpOC）：ヴァンデンバーグ宇宙軍基地（カリフォルニア州）
  -  ミサイル警告センター（Missile Warning Center、MWC）：シャイアンマウンテン宇宙軍基地（コロラド州）
  -  統合オーバーヘッド持続赤外線センター（Joint Overhead Persistent Infrared Center、JOPC）：バークリー宇宙軍基地（コロラド州）
  -  統合航法戦闘センター（Joint Navigation Warfare Center、JNWC）：カートランド空軍基地（ニューメキシコ州）
- 統合宇宙防衛任務部隊（Joint Task Force-Space Defense）[13]：シュリーバー宇宙軍基地（コロラド州）
  -  国家宇宙防衛センター（National Space Defense Center、NSDC）：シュリーバー宇宙軍基地（コロラド州）

### 隷下部隊
宇宙コマンドの部隊は、次の隷下部隊から編制されている。
- 宇宙・ミサイル防衛司令部（Space and Missile Defense Command、アメリカ陸軍）
- 海兵隊宇宙司令部（Marine Corps Forces Space Command、アメリカ海兵隊）
- 艦隊サイバー司令部（U.S. Fleet Cyber Command|Navy Space Command、アメリカ海軍）
- 第1空軍（First Air Force、アメリカ空軍）
- 宇宙作戦司令部（Space Operations Command、アメリカ宇宙軍）
- 第16空軍/サイバー空軍司令部（Sixteenth Air Force/Joint Force Headquarters-Cyber Air Force）

### 宇宙軍との関係
アメリカ宇宙コマンドは、アメリカ軍全ての宇宙軍事能力を統一的に運用するための統合軍の一つである。軍種であるアメリカ宇宙軍は、アメリカ宇宙コマンドの大部分の部隊の所属先であり、それらの部隊の訓練と装備に対する責任を有する。アメリカ宇宙軍以外にも、少数ながらアメリカ陸軍、アメリカ海兵隊、アメリカ海軍、アメリカ空軍にも宇宙部隊が存在しており、これらもまた宇宙コマンドに組み込まれている。

## 歴代司令官
| 代   | 写真                             | 氏名                             | 階級                 | 在任期間      | 在任期間      |
| 代   | 写真                             | 氏名                             | 階級                 | 着任          | 退任          |
| ---- | -------------------------------- | -------------------------------- | -------------------- | ------------- | ------------- |
| 1    | ロバート・トラレス・ヘレス       | ロバート・トラレス・ヘレス       | 空軍大将             | 1985年        | 1987年        |
| 2    | ジョン・L・ピオトロフスキー      | ジョン・L・ピオトロフスキー      | 空軍大将             | 1987年        | 1990年        |
| 3    | ドナルド・J・クティナ            | ドナルド・J・クティナ            | 空軍大将             | 1990年        | 1992年        |
| 4    | チャールズ・A・ホーナー          | チャールズ・A・ホーナー          | 空軍大将             | 1992年6月     | 1994年9月     |
| 5    | ジョセフ・W・アッシュ            | ジョセフ・W・アッシュ            | 空軍大将             | 1994年9月     | 1996年8月     |
| 6    | ハウエル・M・エステス3世         | ハウエル・M・エステス3世         | 空軍大将             | 1996年8月     | 1998年8月14日 |
| 7    | リチャード・B・マイヤーズ        | リチャード・マイヤーズ           | 空軍大将             | 1998年8月14日 | 2000年2月22日 |
| 8    | ラルフ・エドワード・エバーハート | ラルフ・エドワード・エバーハート | 空軍大将             | 2000年2月22日 | 2002年10月1日 |
| 断絶 |                                  |                                  |                      |               |               |
| 9    | ジョン・W・レイモンド            | ジョン・W・レイモンド            | 空軍大将 →宇宙軍大将 | 2019年8月29日 | 2020年8月20日 |
| 10   | ジェームズ・H・ディキンソン      | ジェームズ・H・ディキンソン      | 陸軍大将             | 2020年8月20日 | 現役          |